# Phil Lynott
Philip „Phil” Parris Lynott (fıl ‘pærıs ‘laınət; ur. 20 sierpnia 1949 w West Bromwich, zm. 4 stycznia 1986 w Salisbury) – muzyk, piosenkarz i autor piosenek, założyciel i lider  irlandzkiego zespołu rockowego Thin Lizzy, gdzie był wokalistą i basistą.
W 2006 roku piosenkarz został sklasyfikowany na 59. miejscu listy 100 najlepszych wokalistów wszech czasów według Hit Parader.

## Życiorys
Urodzony w Hallam Hospital (obecnie Sandwell General Hospital) w West Bromwich w Anglii. Jego ojcem był czarnoskóry Gujańczyk, Cecil Parris. Zostawił on matkę, Philomenę (Phyllis) Lynott, 3 tygodnie po narodzinach syna. Philip przybrał więc nazwisko panieńskie matki. Dorastał w Moss Side, w Manchesterze.
Karierę muzyczną rozpoczął w latach 60., grając w zespole Black Eagles. W wieku 18 lat dołączył do irlandzkiego zespołu Skid Row (blues rock), gdzie był wokalistą. W 1969 roku Lynott oraz Brian Downey założyli w Dublinie zespół Thin Lizzy. Lynott napisał większość ich tekstów piosenek; był głównym wokalistą oraz grał na gitarze basowej. Sławę przyniosło mu rockowe wykonanie ludowej piosenki „Whiskey in the Jar”.
W 1983 roku, wraz ze szwedzką grupą Heavy Load nagrał utwór „Free”, gdzie zagrał na gitarze basowej. 25 grudnia 1985 znalazł się w ciężkim stanie w szpitalu z infekcją nerek oraz wątroby. Przyczyną problemów zdrowotnych było nadużywanie alkoholu i narkotyków. Zmarł w styczniu 1986; przyczyną śmierci było zapalenie płuc oraz niewydolność serca. Jego grób znajduje się na cmentarzu St Fintan’s w Sutton na przedmieściach Dublina.